# Sigvard Magnusson
Tage Anton Sigvard Magnusson, född den 26 maj 1909 i Algutsrums församling, Kalmar län, död den 1 maj 1983 i Djursholm, var en svensk skolman. 
Magnusson avlade filosofie licentiatexamen vid Stockholms högskola 1935, promoverades till filosofie doktor där 1936 och avlade filosofisk ämbetsexamen 1938. Han var lektor vid Djursholms samskola från 1945. Magnusson var redaktör för Tidning för Sveriges läroverk 1954, ordförande i Läroverkslärarnas riksförbund 1954–1956 och ledamot av gymnasieutredningen 1960–1965. Han publicerade Det romantiska genombrottet i Auroraförbundet (doktorsavhandling, 1936), Idé och samhälle (tillsammans med Tor Ragnar Gerholm, 1966) och artiklar i skolfrågor. Magnusson blev riddare av Nordstjärneorden 1961. Han vilar i minneslunden på Djursholms begravningsplats.